# Tulka
Tulka è una località dell'Australia Meridionale, sita nel sud della penisola di Eyre.
I confini della località vennero stabiliti con chiarezza il 16 ottobre 2003 basandosi su quelli tradizionali utilizzati da tempo.

L'insediamento si sviluppa su una stretta fascia costiera lambita dalla Proper Bay Road, strada a scorrimento veloce che dalla vicina Port Lincoln (distante circa 10 km in direzione nord-est) si dirige verso il Parco Nazionale Lincoln: l'interno è assai sparsamente abitato e consta principalmente di mallee (nell'area nord-orientale, che rappresenta una continuazione del Kathai Conservation Park della confinante Duck Ponds) e aree agricole perlopiù coltivate a grano e canola o dedite all'allevamento del bestiame. Grande attenzione è posta sull'utilizzo dell'acqua della falda acquifera locale. L'angolo sud-occidentale della località, corrispondente grossomodo all'area attorno alla vecchia tramvia per Coffin Bay, è occupato invece dal Lincoln Conservation Park, area protetta per la gestione sostenibile delle risorse istituita il 7 dicembre 2006 a partire da un'area già dichiarata protetta nel 1993, dove è possibile osservare l'endemismo locale Eucalyptus albopurpurea.

Nel 2006 e ancora nel 2011 Tulka ha visto ritocchi del confine meridionale con la vicina Sleaford: sempre nel 2011, tutta l'area a nord della Northern Boundary Track e fino alla collina di Cobbler Hill è passata da Duck Ponds a Tulka.